# Валиде-султан

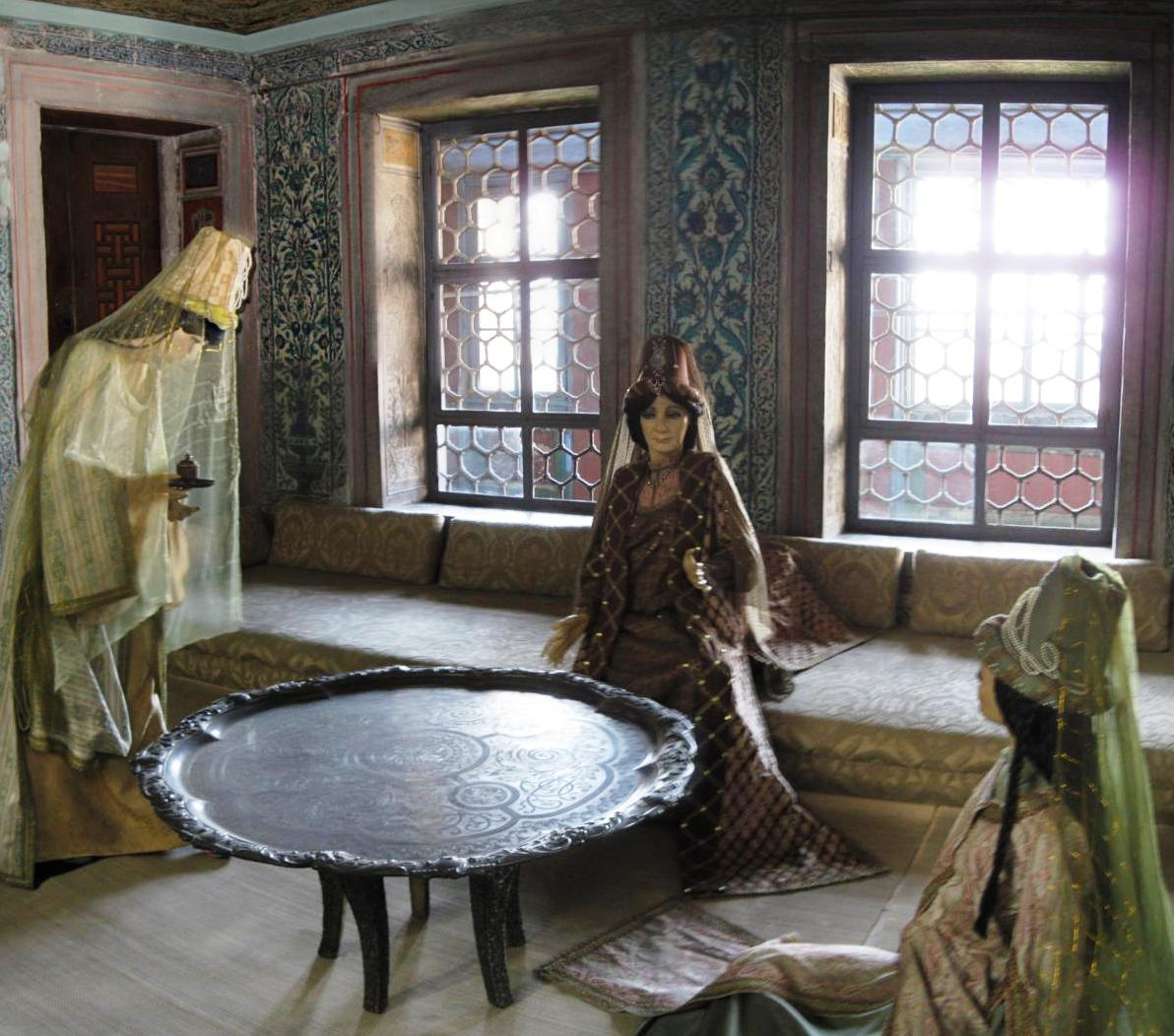
Реконструкция одной из комнат апартаментов валиде-султан во дворце Топкапы

Валиде́-султа́н (осман. والده سلطان‎ — «мать султана») — официальный титул матери правящего султана Османской империи, употреблявшийся с XVI века.
Первой носительницей титула была Хафса-султан, мать султана Сулеймана I. Первой носительницей титула периода султаната женщин была Нурбану-султан, мать султана Мурада III. До введения титула валиде-султан по сельджукской традиции использовался титул хатун. Позднее наряду с титулом валиде-султан использовались титулы мехд-и улья-йы салтанат (осман. مهد علياي سلطنت‎) — «колыбель великого султана», валиде-и падишах (осман. والده پادشاه‎) — «мать падишаха» и валиде-и саадетпенах (осман. والده سعادت پناه‎) — «мать счастливого прибежища».
История Османской империи насчитывает тридцать шесть султанов и одного халифа. Известно о двадцати трёх матерях султанов, доживших до их правления. В двух случаях султанами становились полнородные братья (Мурад IV и Ибрагим I / Мустафа II и Ахмед III), а их матери, Кёсем-султан и Эметуллах Рабия Гюльнуш-султан, дважды получали титул валиде. В одном случае обязанности матери султана при дворе исполняла его мачеха — Пиристу Кадын-эфенди.
Со смертью султана или его смещением с трона весь его гарем отправлялся в Старый дворец, откуда после восшествия на трон его преемника вызывалась мать последнего, которая во время пышной церемонии валиде алайи получала титул и в дальнейшем возглавляла гарем сына и почиталась как «первая женщина государства». На протяжении всего правления сына мать султана была самой влиятельной фигурой в гареме. Она пользовалась большим уважением и влиянием как во дворце, так и за его пределами, часто активно вмешиваясь в государственные дела. В случае, если мать не доживала до правления сына или умирала во время него, часть её привилегий, обязанностей, а иногда и титул валиде, возлагались на няню султана, хазнедар-уста (управляющая гаремом) или приёмную мать правителя. Наибольшего влияния в политике матери султанов добились в XVI—XVII веках — в эпоху «Женского султаната». Наиболее значительными фигурами этого периода были Нурбану-султан (мать Мурада III), Сафие-султан (мать Мехмеда III), Кёсем-султан (мать Мурада IV и Ибрагима I) и Турхан-султан (мать Мехмеда IV).
Матери султанов происходили в основном из наложниц, поэтому они, как правило, не получали систематического образования, однако умели читать и писать. Валиде-султан имели доход (башмалык) с султанских земель в различных частях империи, владели летними и зимними поместьями, а также получали подарки от османской знати и иностранных государств. Делами валиде-султан за пределами дворца управляли баб-ус-сааде агалары (главы белых евнухов). Валиде-султан вкладывали значительные капиталы в вакуфы, учреждённые ими в Стамбуле, Мекке, Медине и Иерусалиме. За вакуфами следил дар-ус-сааде агасы (глава чёрных евнухов).